# Citharacanthus cyaneus
Citharacanthus cyaneus là một loài nhện trong họ Theraphosidae.
Loài này thuộc chi Citharacanthus. Citharacanthus cyaneus được miêu tả năm 1994 bởi Rudloff.